# Elayis Tavsan
Elayis Tavsan (* 30. April 2001 in Rotterdam) ist ein niederländischer Fußballspieler mit surinamischen und türkischen Wurzeln. Er steht seit 2024 bei Hellas Verona unter Vertrag und ist aktuell an den FC Cesena ausgeliehen. Von 2018 bis 2023 war er niederländischer Nachwuchsnationalspieler.

## Karriere im Vereinsfußball
Elayis Tavsan, Sohn eines surinamischen Vaters und einer türkischen Mutter, wurde in Rotterdam geboren und begann mit dem Fußballspielen bei SC Victoria ’04 in Vlaardingen, einer Stadt mit rund 74.000 Einwohnern, 14 Kilometer vom Rotterdamer Stadtkern entfernt. Dort spielte er bis 2008 und wechselte dann in die Jugendmannschaften von Sparta Rotterdam, einem der drei großen Vereine seiner Geburtsstadt, der allerdings im Schatten des erfolgreicheren Feyenoord steht. Tavsan spielte nun in den Jugendteams der Rotterdamer und im Alter von 17 Jahren gab er am 18. November 2018 schließlich sein Debüt als Profi in der Eerste Divisie – der zweiten niederländischen Liga –, als er beim 1:1-Unentschieden am 14. Spieltag der Saison 2018/19 bei NEC Nijmegen einen Kurzeinsatz hatte. Spielpraxis sammelte er in dieser Saison in der A-Jugend (U19) oder in der zweiten Mannschaft, ehe in der Saison 2019/20 ein Leihgeschäft mit dem Ligakonkurrenten Telstar folgte. Dort erkämpfte sich Elayis Tavsan einen Stammplatz und war in der Offensive gesetzt; dabei erzielte er in 22 Partien sieben Tore und gab drei Vorlagen. Wegen der COVID-19-Pandemie wurde die Saison vorzeitig abgebrochen. Zur Saison 2020/21 verließ der gebürtige Rotterdamer Tavsan Sparta endgültig und schloss sich dem Ligakonkurrenten NEC Nijmegen an. Dort unterschrieb er einen Vertrag für drei Saisons mit einer Option auf eine Verlängerung um eine weitere Spielzeit. In Nijmegen, einer Stadt unweit der deutschen Grenze, kam Elayis Tavsan war Stammspieler, als er in 37 von 38 Punktspielen zum Einsatz kam und dabei in davon 34 Spielen in der Startaufstellung stand und erarbeitete sich einen Platz in der Offensive des Vereins aus der Provinz Gelderland. Mit elf Toren und sieben Vorlagen trug er zur Qualifikation des Vereins für die Auf-und-Abstiegs-Play-offs bei, in der sich NEC Nijmegen gegen Almere City, Roda JC Kerkrade und NAC Breda durchsetzte und somit in die Eredivisie aufstieg. Dabei fehlte Tavsan in den Auf-und-Abstiegs-Play-offs in der ersten Runde sowie im Halbfinale wegen einer Oberschenkelverletzung, im Finale gehörte er nicht zum Kader.
Im Januar 2024 wechselte er nach Italien zu Hellas Verona. Im Sommer 2024 folgte die Leihe in die Serie B zum FC Cesena.

## Nationalmannschaftskarriere
Am 11. Februar 2018 debütierte Elayis Tavsan beim 2:0-Sieg gegen Portugal während eines Vier-Nationen-Turnieres für die niederländische U17-Nationalmannschaft. In der Folgezeit kam er in der Qualifikation für die U17-Europameisterschaft 2018 zum Einsatz und konnte sich mit seiner Mannschaft auch für besagte Endrunde qualifizieren. Die U17-EM endete für die Niederlande mit dem Titelgewinn, dabei kam Tavsan während des Turniers in fünf Spielen zum Einsatz. Das Endspiel war sein letztes von insgesamt neun Partien für diese Altersklasse. Danach spielte Elayis Tavsan von 2018 bis 2019 viermal für die U18-Nationalmannschaft der Niederländer, ehe er am 6. September 2019 beim 2:2 gegen Italien sein einziges Spiel für die U19-Mannschaft absolvierte.